# Carlsborg
Pour les articles homonymes, voir Carlsborg.
Carlsborg est une census-designated place du comté de Clallam dans l'État de Washington.
Sa population était de 995 habitants en 2010.
La localité a été fondée en 1915 par C.J. Erickson d'après le nom de sa ville natale en Suède.